# Secale cereale

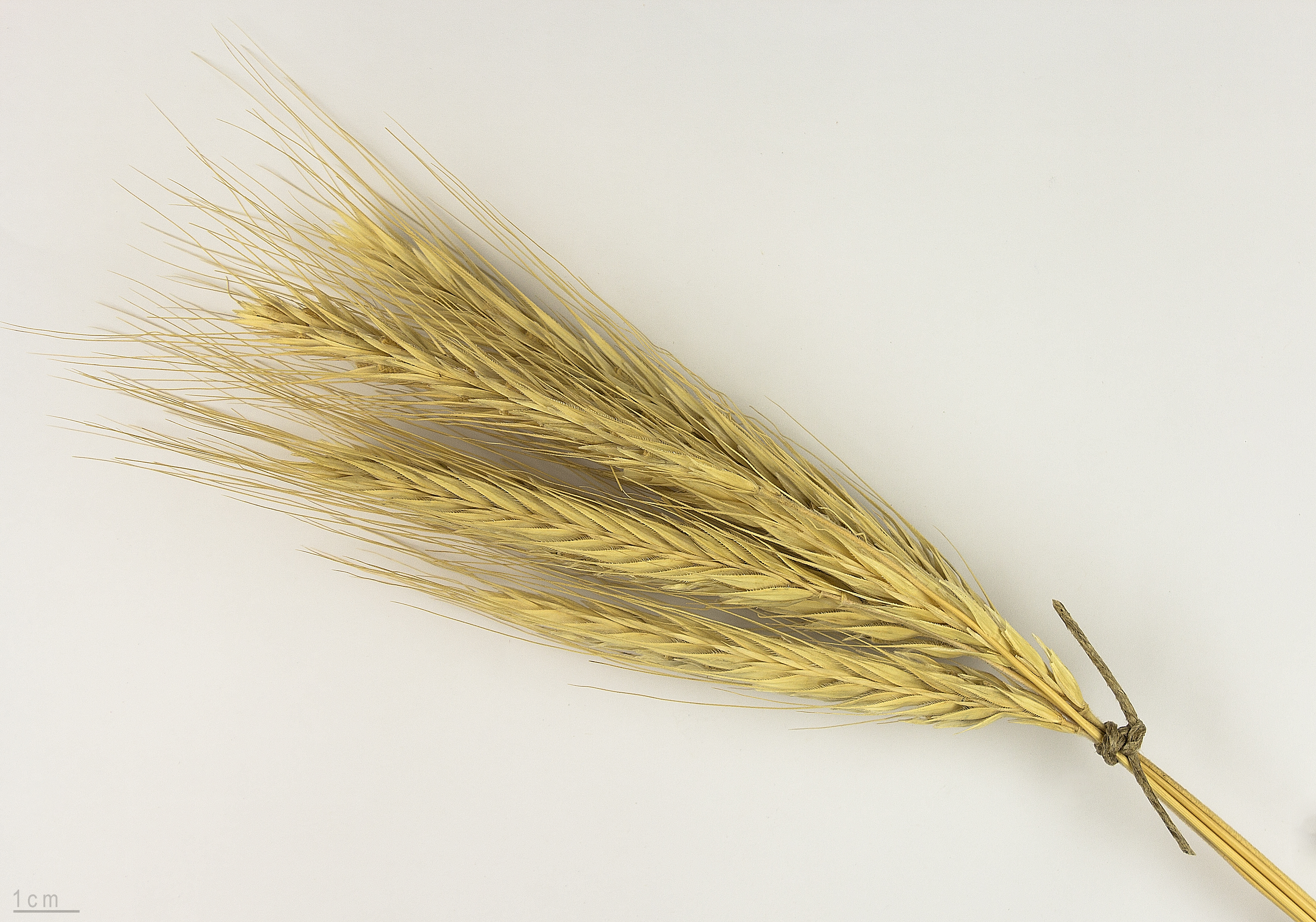
Secale cereale - Museo de Historia Natural de Toulouse

El centeno (Secale cereale L.) es una planta monocotiledónea anual de la familia de las gramíneas y que se cultiva por su grano o como planta forrajera. Es un miembro de la familia del trigo y está estrechamente relacionado con la cebada.
El grano del centeno se utiliza para hacer harina, en la industria de la alimentación y para la fabricación de cerveza, aguardiente, vodka de alta calidad y algunos whiskys. Es altamente tolerante a la acidez del suelo. El primer uso posible del centeno doméstico se remonta al Paleolítico tardío, en Abū Hurayra (colina actualmente inundada por una represa), en el valle del río Éufrates (al norte de Siria).

## Descripción
Secale cereale, el centeno, es una planta anual de 110 a 160 cm de altura, que florece de mayo a julio, haciendo una inflorescencia en espiga de unos 20 a 30 cm de largo (más larga que la del trigo), hojas de 5 a 10 mm de ancho. Glumas de las espigas de 6 a 15 mm sin contar las aristas; lemna (gluma inferior) de 7 a 15 mm, con arista normalmente de 2 a 5,5 cm. El grano como todas las gramíneas se denomina cariópside. Se considera que Irán es el país de origen de esta especie.

## Nombres comunes
- En castellano se le conoce con los siguientes nombres: alcalcel, añai, añegu, arcacel, arcalcel, bálago, centeno, centeno albar, centeno común, centeno de invierno, centeno de primavera, centeno de tahal, centeno grandal, centeno tardío, centeno temprano, centeno tremesino, centeño, herrén.[1]
- en catalán, sègol
- en gallego, centeo
- en asturianu, centén o centenu
- en aragonés, segal
- en euskera, zekale, añegu o aiñari
- en quechua, huáscar

## Taxonomía
Secale cereale fue descrita por Carlos Linneo y publicado en Species Plantarum 1: 84, en 1753.
Etimología
Secale: nombre genérico que tiene el nombre del latín clásico para el centeno o espelta.
Cereale: epíteto latíno que significa "cereal".
Sinonimia
- Secale turkestanicum Bensin
- Triticum cereale (L.) Salisb.
- Triticum secale Link[2]
- Secale aestivum Uspenski
- Secale ancestrale (Zhuk.) Zhuk.
- Secale arundinaceum Trautv.
- Secale compositum Poir.
- Secale creticum Sieber ex Kunth
- Secale hybernum Poir.
- Secale spontaneum Fisch. ex Steud.

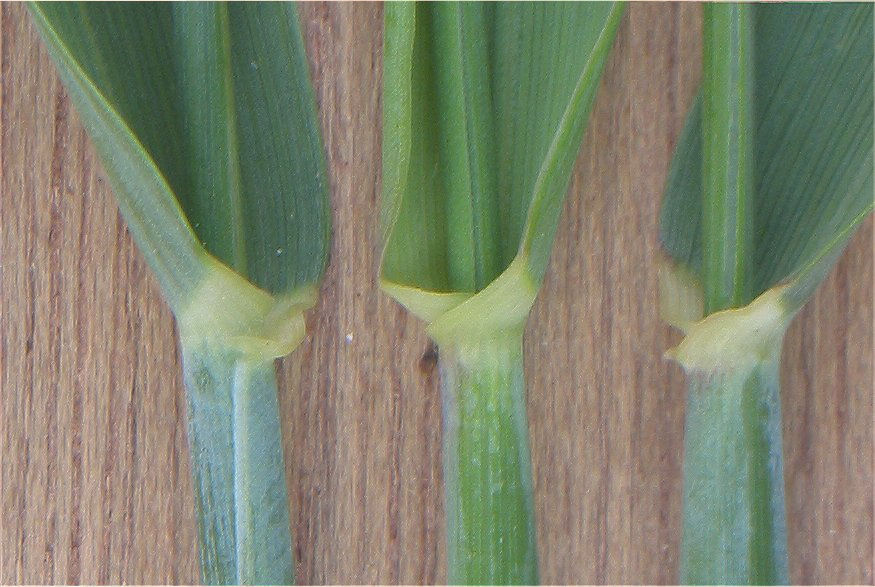
El centeno tiene una lígula muy corta y aurículas casi inapreciables.

- Secale strictum C.Presl
- Secale triflorum P.Beauv.
- Secale vernum Poir.
- Triticum ramosum Weigel
- Triticum strictum C. Presl[4]

### Breve historia
El centeno es una de las especies de cereales que crecían silvestres en la zona que hoy es Turquía central y oriental y zonas adyacentes.
Se han encontrado centenos cultivados en pequeñas cantidades en una serie de yacimientos neolíticos en Turquía, como el yacimiento neolítico pre-cerámico B de Can Hassan III, pero en el resto el centeno está prácticamente ausente de los registros arqueológicos, hasta la Edad del Bronce de Europa Central, alrededor de 1800-1500 años antes de Cristo. Es posible que el centeno viajase hacia el oeste de Turquía, como una mezcla de menor importancia, con el trigo, no siendo cultivado hasta más tarde como un cultivo propio. Aunque la evidencia arqueológica de este grano se ha encontrado en contextos romanos a lo largo del Rin, del Danubio y en las islas británicas, Plinio el Viejo mencionaba desdeñosamente al centeno, escribiendo de este cereal que «...es un alimento muy pobre y solo sirve para evitar el hambre», y el trigo se mezcla en él «...para mitigar su sabor amargo, y aun así es muy desagradable al estómago»
Desde la Edad Media, el centeno ha sido ampliamente cultivado en Europa y es el principal cereal utilizado para producir pan en zonas al este francés, alemán y la frontera norte de Hungría.
Los indicios de cultivo de centeno muy anteriores, en el Epipaleolítico en el yacimiento Tilo Abu Hureyra en el valle del norte del Éufrates (en Siria), siguen siendo controvertidos. Los críticos señalan que hay inconsistencia en las fechas de radiocarbono, y la identificación está basada únicamente en el grano (que puede viajar), en lugar de la paja (que viaja menos).

## Cultivo

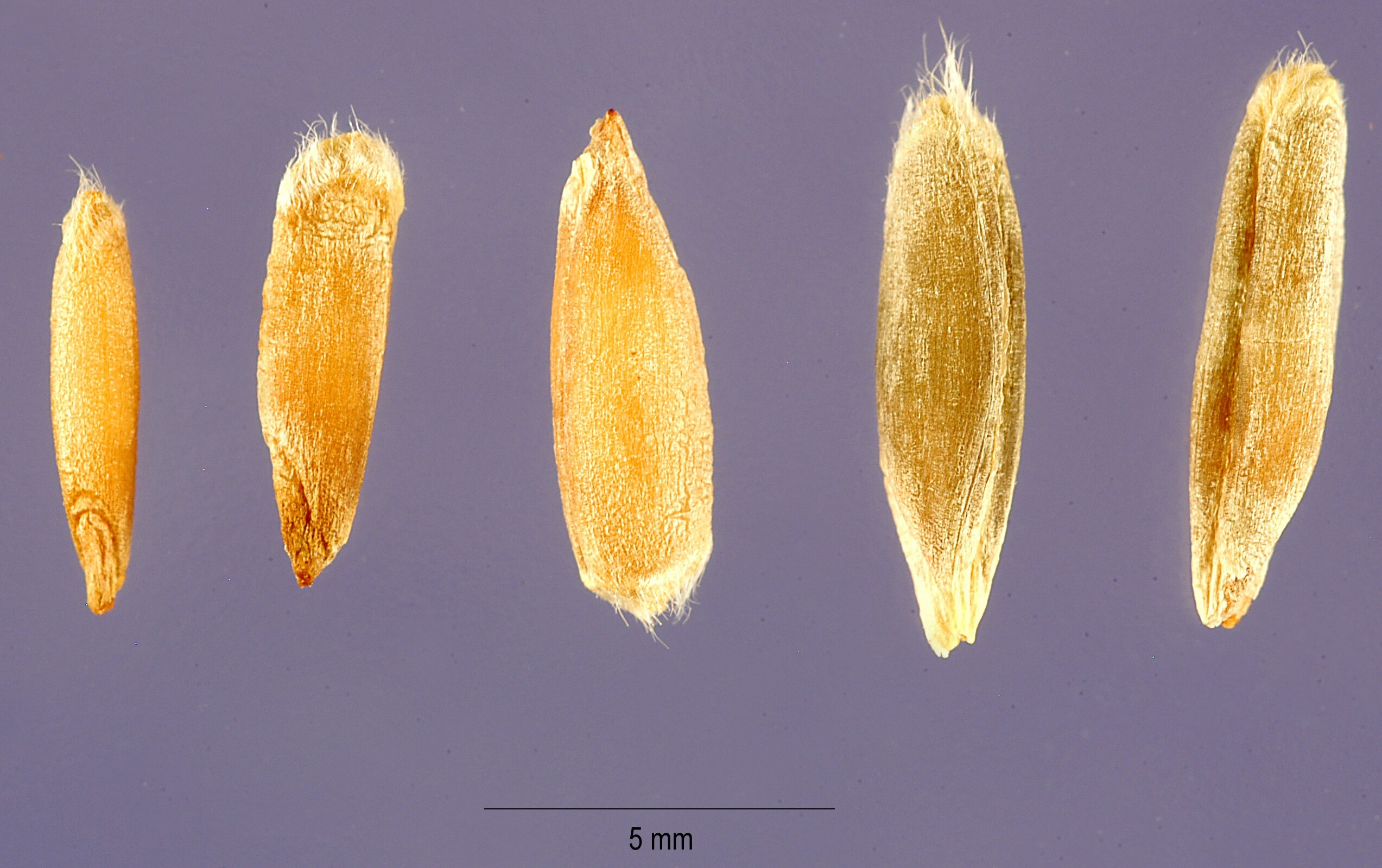
Algunos tipos diferentes de grano de centeno

El centeno crece bien en suelos mucho más pobres que los necesarios para la mayoría de los otros cereales. Por ello, es un cultivo especialmente valioso en regiones donde el suelo tiene arena o turba. Las plantas de centeno soportan el frío mejor que otros granos pequeños. El centeno sobrevive con una capa de nieve que provocaría la muerte invernal del trigo de invierno. La mayoría de los agricultores cultivan centeno de invierno, que se planta y comienza a crecer en otoño. En primavera, las plantas se desarrollan y producen su cosecha.
El centeno plantado en otoño muestra un rápido crecimiento. Hacia el solsticio de verano, las plantas alcanzan su altura máxima de unos 120 cm, mientras que el trigo plantado en primavera acaba de germinar. Su crecimiento vigoroso elimina incluso a competidores como malas hierbas y el centeno puede cultivarse sin aplicar herbicidas.[cita requerida]
El centeno es un invasor común e indeseado de los campos de trigo de invierno. Si se le permite crecer y madurar, puede provocar una reducción sustancial del precio del trigo cosechado con impurezas de centeno.

### Resistencia a las heladas

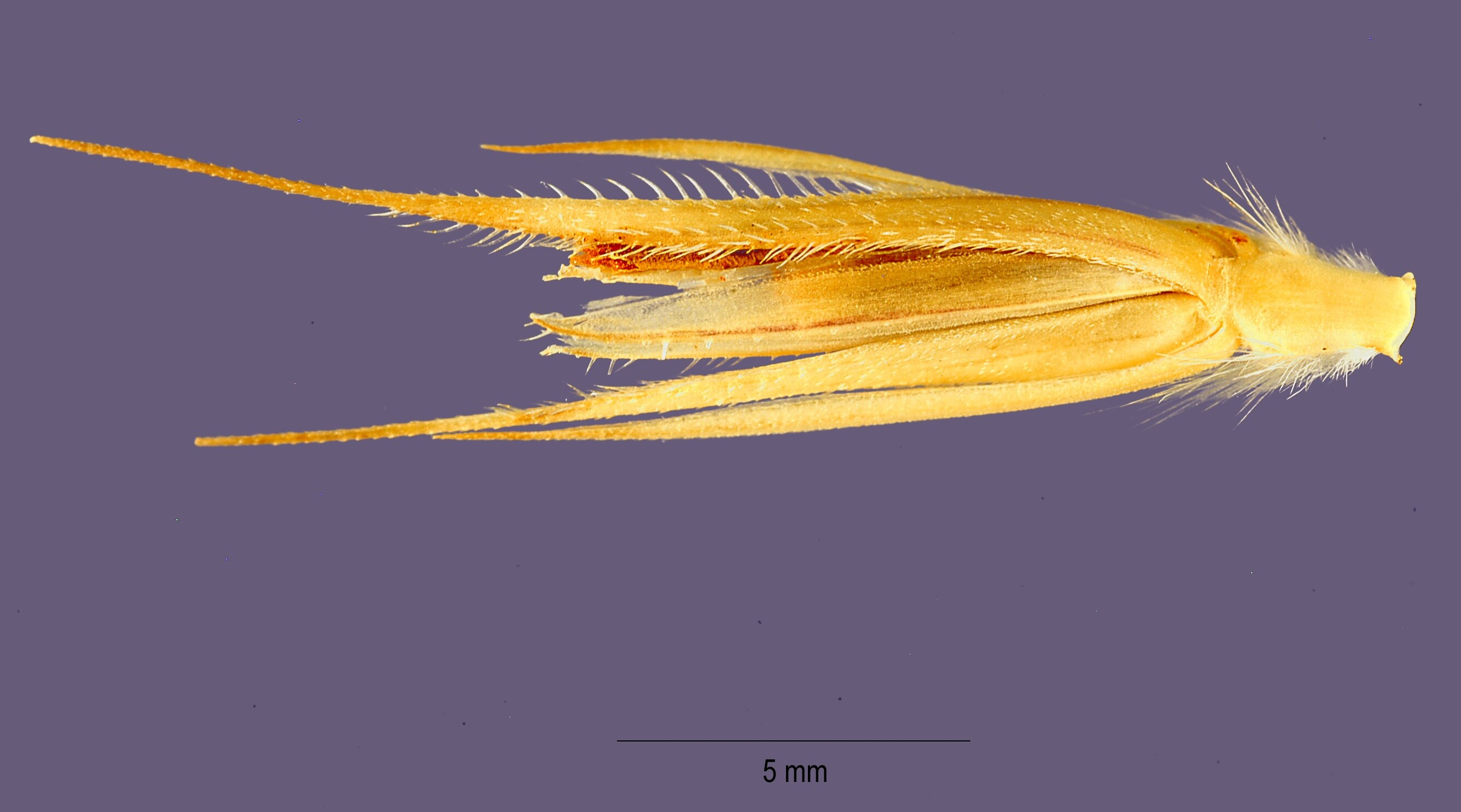
Semilla de centeno encerrada en su cubierta

Secale cereale puede prosperar en ambientes bajo cero. Las hojas de S. cereale de invierno producen varios polipéptidos anticongelantes (diferentes de los polipéptidos anticongelantes producidos por algunos peces e insectos).

### Variedades
Las variedades registradas en España y en la Unión Europea pueden consultarse en el catálogo común de especies agrícolas del Ministerio de Agricultura de España.

### Enfermedades
El centeno puede verse afectado por diversas enferemedades de origen bacteriano, fúngico, por nematodos o viricos. 
Sin embargo, la enfermedad con más historia es el cornezuelo del centeno.
El centeno es muy susceptible al cornezuelo. El consumo de centeno infectado con cornezuelo por parte de los seres humanos y los animales da lugar a una condición médica grave conocida como ergotismo. El ergotismo puede causar daños físicos y mentales, incluyendo convulsiones, abortos, necrosis de los dedos, alucinaciones y la muerte. Históricamente, los países nórdicos húmedos que han dependido del centeno como cultivo básico estaban sujetos a epidemias periódicas de esta enfermedad. Se ha descubierto que tales epidemias se correlacionan con períodos de frecuentes juicios de brujas, como los juicios de brujas de Salem en Massachusetts en 1692. Los métodos modernos de limpieza y molienda del grano han eliminado prácticamente la enfermedad, pero la harina contaminada puede acabar en el pan y otros productos alimenticios si el cornezuelo no se elimina antes de la molienda.
El centeno se puede ver afectado por el cornezuelo Claviceps purpurea, cuyo consumo accidental junto con el cereal era la causa del ergotismo.

## El cornezuelo del centeno en la antigua Grecia: los misterios eleusinos
Los misterios eleusinos fueron ritos mistéricos y uno de los puntales del sistema de valores y de los cultos iniciáticos de la antigua Grecia. Existen algunos escritos helénicos en que se describe el trascendente efecto de lo que acontecía durante el rito eleusinico, pero siempre se escribió sobre el efecto, sin mención a aquello que acontecía durante el rito en acción ni sobre la kykeon, mezcla que parece que se ingería. Después de consumir el enteogen sagrado y pasar la noche en el telesterio, los iniciados helénicos tenían la visión de lo sagrado, la naturaleza del cual estaba estrictamente prohibido de divulgar, y se convertían en epoptes, el que ha tenido la visión transformadora. Se sabe que el general ateniense Alcibíades, el vanidoso sobrino de Pericles, fue condenado a muerte por haber profanado los misterios visionarios cuando preparó y tomó el kykeon en Atenas, fuera del templo. Por otro lado, hay indicios de que la condena de Sócrates también tuvo algo a ver con esta misma profanación.
El gran secreto helénico, según las investigaciones de R. Gordon Wasson, con el químico suizo Albert Hofmann (descubridor del ácido lisérgico) y otros investigadores, es que, con toda probabilidad, en el interior del telesterion se consumía ritualmente una sustancia visionaria elaborada a partir de un espécimen fúngico: el cornezuelo del centeno. Este tiene potentes propiedades alucinogénas, pero la ergotamina provoca gangrena y la muerte consumida en cantidades altas y de manera regular. De aquí que el secreto que guardaban los sacerdotes del templo en Eleusis probablemente tenía una parte material: preparar la kykeon para que no fuera tóxica.

## Usos

Pintura de Iván Shishkin que muestra un paisaje con un campo de centeno en primer plano en Rusia (1878).

Uno de los usos principales de este cereal es en la cocina. Su harina tiene bajo contenido de gluten, en comparación con la de trigo, y contiene más proporción de fibras solubles. Con ella se elaboran panes de centeno, entre ellos el pumpernickel y el knäckebröd, muy consumidos en Europa del norte y del este. También se usa en la tradicional galleta Hardtack.
También es ingrediente principal en el Whiskey de centeno y en la cerveza de centeno. Como medicina alternativa se usa el "extracto de centeno" —un líquido obtenido del centeno y similar al extraído del pasto de trigo—. También como laxante ligero.
Entre sus supuestos beneficios se incluyen la mejora del sistema inmunitario, el incremento de los niveles de energía y mejora de la situación frente a las alergias, aunque no existe evidencia clínica de su eficacia.[cita requerida] También se dice que podría ser activo en la prevención del cáncer de próstata. No obstante, contiene gluten y, por lo tanto, no está aconsejado su consumo por parte de las personas que deben seguir una dieta libre de gluten.
En cosmética, la harina de centeno (molida muy fina) se usa haciendo una pasta con agua de consistencia similar al champú, para limpiar el cabello. Su bajo contenido en gluten permite que no se formen grumos, su pH es muy similar al del cuero cabelludo, y contiene ácido pantoténico (vitamina B5), muy utilizada en los champús convencionales.[cita requerida]
Con su paja se hacen artesanías, entre ellas muñecos de juguete.
El centeno se puede utilizar también en alimentación animal como la mayoría de los cereales, tanto en grano como en forma de forraje.

## Uso del cornezuelo del centeno en obstetricia
John Stearns (1822) fue el primero en prestar atención al uso del cornezuelo del centeno para tratar la hemorragia posparto primaria . Anteriormente, respecto del cornezuelo del centeno escribió: Acelera el parto prolongado ... El dolor producido por el parto prolongado es particularmente agotador ... En la mayoría de los casos se sorprenderá al observar la rapidez de su efecto (Stearns, 1808). Moir, el 1932, observó que la administración de extracto de centeno banyut acuoso por vía oral se asocia con contracciones uterinas muy pronunciadas y vigorosas, que se conocen como efecto John Stearns. En 1935, Dudley y Moir consiguieron aislar la sustancia cristalina pura proveniente del extracto de centeno soluble en agua y responsable del efecto John Stearns y la denominaron "Ergometrina" (Dudley, 1935). Casi simultáneamente, desde otros tres centros, se anunció el aislamiento de un nuevo extracto de centeno banyut soluble en agua: en los Estados Unidos (Davis, 1935), en el Reino Unido (Thompson, 1935) y en Suiza (Stoll, 1935). Resultó ser la misma sustancia. Los norteamericanos denominaron a su preparación ergonovina y los suizos utilizaron el nombre de ergobasina.

## El centeno y el LSD
El centeno ha tenido una influencia indirecta en la farmacología recreativa. El clima fresco y húmedo en el que prospera el centeno es también favorable para el crecimiento del hongo llamado cornezuelo del centeno (Claviceps purpurea). Entre los siglos XI y XVI, la contaminación de la harina del centeno con cornezuelo fue responsable de epidemias llamadas Fuego Santo o Fuego de San Antonio, una enfermedad con dos conjuntos de síntomas: gangrena progresiva de las extremidades y trastornos mentales.
A principios del siglo XX, los químicos aislaron del cornezuelo un conjunto de alcaloides con efectos muy diferentes: uno estimula el músculo uterino, otros son alucinógenos y algunos constriñen los vasos sanguíneos. Todos estos alcaloides tienen un componente básico en común, llamado ácido lisérgico. En 1943, el científico suizo Albert Hofman descubrió la variante particular que alcanzó tanta fama en la década de 1960: la alucinógena dietilamida del ácido lisérgico o LSD.

## Producción y consumo
| Mayores productores de centeno | 2018 (t)   | 2016 (t)   | 2012 (t)   |
| ------------------------------ | ---------- | ---------- | ---------- |
| Unión Europea                  | 6,263,527  | 7,402,720  | 8,746,414  |
| Alemania                       | 2,201,400  | 3,173,800  | 3,893,000  |
| Polonia                        | 2,166,884  | 2,199,578  | 2,888,137  |
| Rusia                          | 1,916,506  | 2,541,239  | 2,131,519  |
| China                          | 1,044,776  | 525,279    | 678,000    |
| Bielorrusia                    | 502,505    | 650,934    | 1,082,405  |
| Dinamarca                      | 482,166    | 577,200    | 384,400    |
| Ucrania                        | 393,780    | 391,560    | 676,800    |
| España                         | 388,467    | 316,236    | 296,700    |
| Turquía                        | 320,000    |            | 370,000    |
| Canadá                         | 236,400    | 382,000    | 336,600    |
| Estados Unidos                 | 214,180    | 341,670    |            |
| Total Mundial                  | 12,318,355 | 12,944,096 | 14,615,719 |

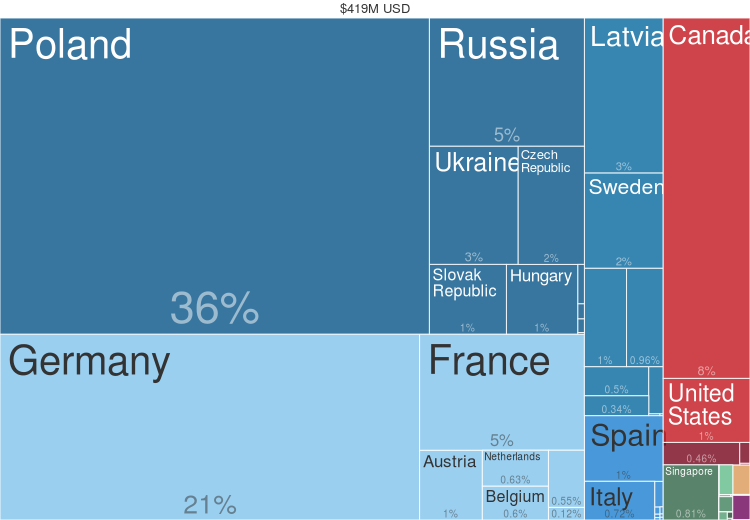
Exportaciones de centeno por país, en 2014, en porcentaje.

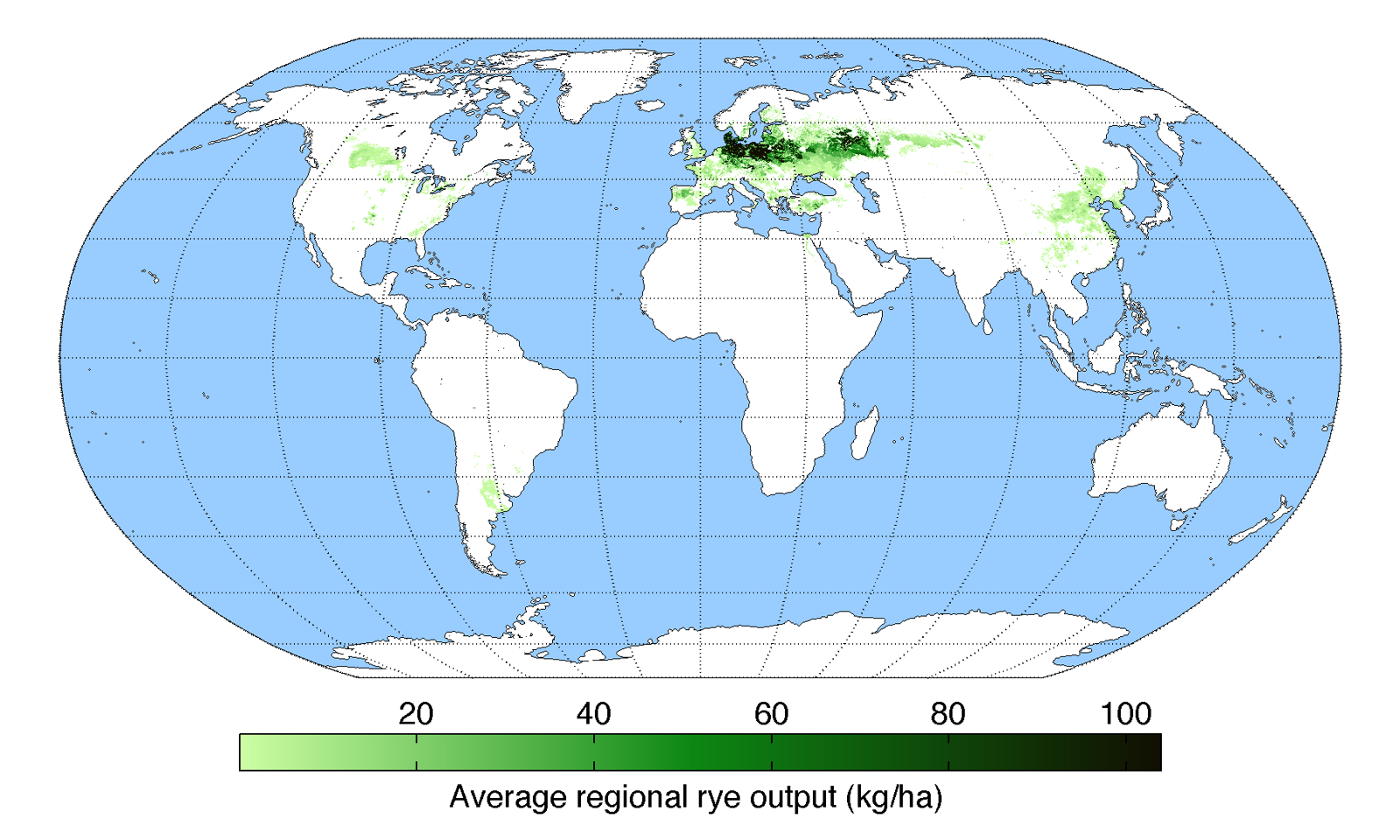
Rendimiento en kg por hectárea a nivel mundial, datos de 2008.

El centeno se cultiva principalmente en Europa del este, central y norteña: norte de Alemania, Polonia, Ucrania, Bielorrusia, Lituania, Letonia y hacia Rusia central y norteña. También prospera en Norteamérica: Canadá, Estados Unidos; Sudamérica: Argentina, Brasil; Asia: Turquía, Kazajistán, y norte de China. 
Los niveles de su producción siguen decayendo en muchas de las naciones productoras, debido a su menor demanda. Por ejemplo, la producción rusa pasó de 13,9 millones de t en 1992 a 3,4 Mt en 2005. En Polonia - 5,9 Mt en 1992 a 3,4 Mt en 2005; Alemania - 3,3 Mt & 2,8 Mt; Bielorrusia - 3,1 Mt & 1,2 Mt; China - 1,7 Mt & 0,6 Mt; Kazajistán - 0,6 Mt & 0,02 Mt.[cita requerida]
Mucho del centeno se consume localmente, y se suele exportar a países vecinos, no a largas distancias.

## Triticale
El triticale es un cereal híbrido, producto del cruzamiento entre trigo y centeno. Se considera triticale tanto el centeno cruzado con el trigo harinero (blando), como el obtenido por cruzamiento con el trigo duro, siendo los triticales comercializados hoy en día procedentes de este último cruce.
El triticale fue creado en laboratorio, a fines del siglo XIX, y en 1876 se obtuvo por primera vez, pero era estéril, y para 1888 ya se obtuvo fértil. Se cultivó por primera vez en Escocia y en Suecia.
El interés del triticale consiste en la posibilidad de reunir en una misma especie las características favorables tanto del trigo como del centeno. Al igual que estas dos especies, contiene gluten y no es apto para el consumo de personas con trastornos relacionados con el gluten.
Los estudios del mejoramiento del triticale se iniciaron en México en 1962 por el Premio Nobel de la Paz de 1970, el doctor estadounidense Norman E. Borlaug (1914-2009), investigador del Centro Internacional de Mejoramiento de Maíz y Trigo (CIMMYT), en El Batán, cerca de Texcoco, Estado de México, y del Centro de Investigaciones Agrícolas del Noroeste (CIANO), ubicado en Ciudad Obregón, Sonora.
El doctor Borlaug vio el potencial competitivo de este híbrido con el trigo en ambientes y suelos marginales (a pesar de los precarios recursos genéticos de esa época) gracias a su precocidad, la fertilidad de la espiga, el buen llenado del grano y su estabilidad genética. Gracias al mejoramiento genético realizado en México por parte de investigadores durante más de 40 años, el triticale primaveral dejó de ser una curiosidad científica y se volvió un cultivo competitivo en este país.

## Véase también

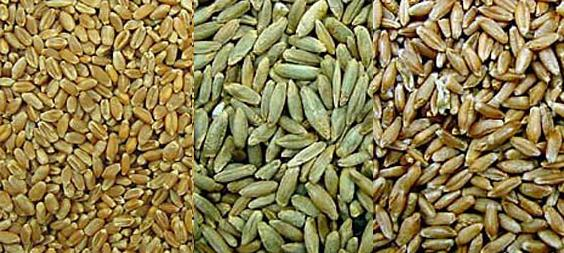
Composición que muestra granos de trigo (izquierda), centeno (centro) y triticale (derecha), donde se ve que los granos de triticale son significativamente más grandes que los de trigo.